# 尼古拉斯·佩夫斯纳
尼古拉斯·伯恩哈德·里昂·佩夫斯纳爵士 CBE FBA（Sir Nikolaus Bernhard Leon Pevsner，1902年1月30日—1983年8月18日）是一名德裔英国艺术、建筑史学家，以《英格兰建筑》（The Buildings of England）一书出名。

## 生平
他出生于萨克森王国莱比锡的一个俄裔犹太商人家庭，曾就读于莱比锡的圣托马斯学校，后来入读慕尼黑大学、柏林洪堡大学和法兰克福歌德大学，最后于1924年在莱比锡大学获得博士学位，博士论文研究的是莱比锡的巴洛克建筑。
1929–33年间，他在哥廷根大学教授英格兰艺术与建筑。希特勒上台之后，他起初对其经济文化政策表示支持，但最终还是在1933年迫于当局对犹太人的迫害而离开大学。
他前往了英格兰，住在汉普斯特德，邻居是诗人杰弗里·格里森。他的朋友们为他在伯明翰大学谋得了一份18个月的研究工作。
1940年，他被关押入利物浦的俘虏收容所。三个月后在英国情报部长弗兰克·毕克的干预下获释。1946年他自然归化为英国公民。
自1936年以来他就一直在为《建筑评论》供稿，1943年至1945年间为《建筑评论》的编辑。他在1942年成为伯貝克學院的兼职讲师，后来升为教授，1969年才退休。此外在1949年至1955年间担任剑桥大学教授、1968年又成为牛津大学教授。 
他是维多利亚协会创始成员，1965年获选英国科学院院士，1967年获皇家英国建筑师协会金奖。1975年，他获得了赫瑞瓦特大学的荣誉博士学位。
1983年，他在汉普斯特德Wildwood Terrace的家中去世，道别仪式在基督君王教堂举行。他的遗体葬在威尔特郡的小村Clyffe Pypard。

## 作品
- 《现代运动的先驱者》（Pioneers of the Modern Movement，1936）
- 《英格兰工业艺术探究》（An Enquiry Into Industrial Art in England，1937）
- Academies of Art, Past and Present (1940)
- An Outline of European Architecture (1943)
- The Leaves of Southwell (1945)
- 《现代设计的先驱者》（Pioneers of Modern Design，即原《现代运动的先驱者》；1949年出版，1960年再版）
- 《英格兰建筑》（The Buildings of England，1951-74）
- The Englishness of English Art (1956)
- Christopher Wren, 1632–1723 (1960)
- The Sources of Modern Architecture and Design (1968)
- 《建筑物类型的历史》（A History of Building Types，1976）
- Pevsner: The Complete Broadcast Talks (Ashgate, 2014；死后出版)